# Schauinsland-Reisen-Arena
El Schauinsland-Reisen-Arena és un estadi de futbol situat a l'est de Duisburg, a l'estat federat de Rin del Nord-Westfàlia, Alemanya. L'equip de futbol que hi juga com a local és el MSV Duisburg, que anteriorment ho feia al Wedaustadion.

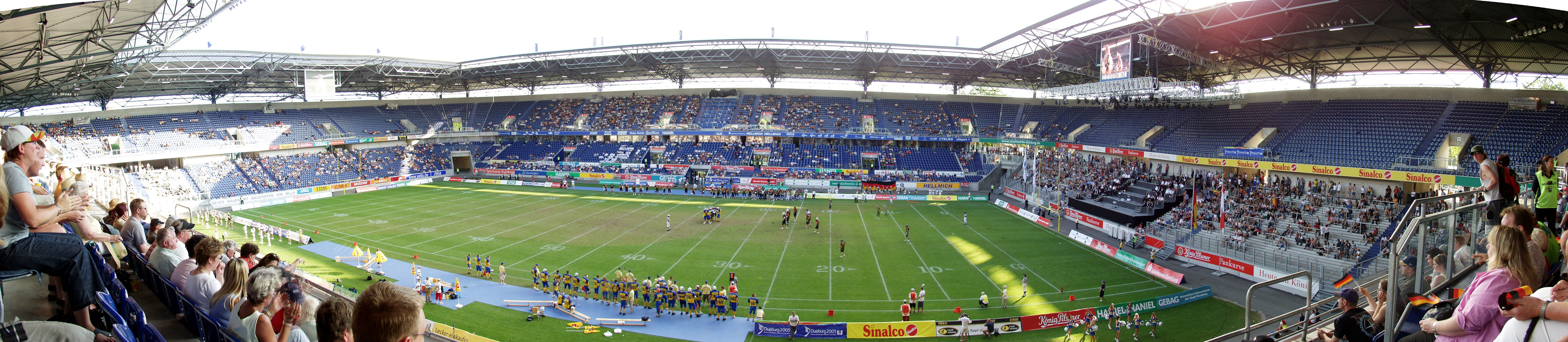
Futbol americà-Final (World Games 2005)